# Leopold IV. von Habsburg

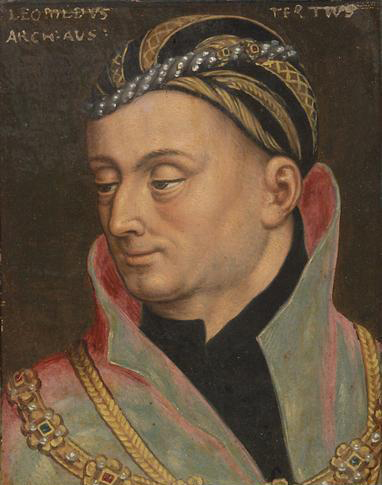
Herzog Leopold in einer Darstellung aus dem 16. Jahrhundert

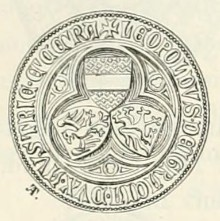
Siegel Herzog Leopolds IV.: drei Halbrundschilde (Österreich, Steiermark und Tirol) im Dreipass mit der Umschrift in gotischen Majuskeln: + LEOPOLDVS. DEI. GRACIA. DVX. AVSTRIE. ETCET(e)RA

Herzog Leopold IV. von Österreich (* 1371; † 3. Juni 1411 in Wien) war ein Reichsfürst aus der Dynastie der Habsburger. Er regierte von 1392 bis 1406 als Leopold II. über die Grafschaft Tirol und die Vorderen Lande. Seit 1406 war er bis zu seinem Tod Senior der Familie und gemeinsam mit seinem Bruder Ernst I. herzöglicher Regent von „Donauösterreich“ für seinen noch minderjährigen Verwandten Herzog Albrecht V. von Österreich, dem einzigen Sohn von Herzog Albrecht IV. von Österreich.

## Herkunft, Familie und Heirat
Herzog Leopold IV. war der zweitälteste Sohn des Herzogs Leopold III. von Österreich (1351–1386) aus dessen Ehe mit Viridis Visconti (1350–1414), einer Tochter von Bernabò Visconti, dem Stadtherrn von Mailand. Gemeinsam mit seinen Brüdern Wilhelm, Ernst I.  und Friedrich IV. bildete er die Leopoldinische Linie der Habsburger. Ihr Onkel war Herzog Albrecht III. von Österreich (1348–1395), dessen einziger Sohn, Herzog Albrecht IV. die Albertinische Linie der Habsburger weiterführte.
Leopold IV. war mit Katharina von Burgund (* 1378; † um 1425), einer Tochter von Herzog Philipp von Burgund aus dessen Ehe mit Margarete von Flandern, verheiratet. Darüber, dass er Kinder hatte, ist nichts bekannt, seine Ehe blieb jedenfalls kinderlos. Ursprünglich war für ihn eine Ehe mit Katharinas älterer Schwester Margarete geplant, die aber nicht zustande kam. Ende 1384 wurden dann erste Gespräche über eine mögliche Heirat mit Katharina geführt. Die Hochzeit mit ihr war zunächst für 29. September 1385 geplant, musste aber aus verschiedenen Gründen mehrfach verschoben werden und fand letztlich in Anwesenheit Leopolds zwischen dem 14. und 17. September 1387 in Dijon statt. Katharina reiste jedoch erst Jahre später am 18. September 1393 zu ihm. Die Ehe der beiden endete mit Leopolds Tod im Jahr 1411. Nach einigen Aussagen von Katharina dürfte die Beziehung zwischen den Eheleuten recht gut gewesen sein.

## Nachfolge-Regelungen nach dem Tod von Leopold III.
Als ihr Vater im Jahr 1386 in der Schlacht bei Sempach fiel, trat Leopolds älterer Bruder Wilhelm, der zu diesem Zeitpunkt bereits volljährig war, als der älteste Sohn die Nachfolge an. Allerdings akzeptierte er mit Zustimmung der Prälaten und Landesherren nur wenig später am 10. Oktober 1386 für sich und seine Geschwister seinen Onkel Albrecht III. als Vormund, der daraufhin die zwischen ihm und Leopold III. im Vertrag von Neuberg von 1379 vereinbarte Realteilung vorerst außer Kraft setzte und die alleinige Herrschaft über alle Herrschaften der Familie übernahm. Leopold IV. stimmte dieser Regelung erst im November 1386 zu.
1392 wurde Leopold IV. von seinem Onkel die Verwaltung der Grafschaft Tirol und der Vorderen Lande übertragen. Nach dessen Tod im Jahr 1395 schloss Leopold IV. mit seinem Bruder Wilhelm und seinem Cousin Albrecht IV. in Wien einen Hausvertrag, in dem seine Herrschaft über Tirol und die Vorderen Lande („Oberösterreich“) bestätigt wurden. Da die Einkünfte aus diesen Teilen der „leopoldinischen Lande“ zu jener Zeit wesentlich geringer waren als die aus den Herrschaften, die Wilhelm verwaltete, verpflichtete sich dieser zusätzlich zur Zahlung einer finanziellen Kompensation. Der Vertrag übertrug Leopold IV. außerdem die Versorgung seines jüngeren Bruder Friedrich IV., während sich Wilhelm zu der von Ernst I. verpflichtete. Am 20. September 1402 schloss Leopold IV. mit seinen Brüdern in Bruck an der Mur einen weiteren Vertrag über die Verwaltung der Herrschaften, in dem seine beiden jüngeren Brüder Mitregenten in den jeweiligen Herrschaftsbereichen ihrer älteren Brüder wurden.

## Leopold als Politiker in Tirol und den Vorderen Landen
Nach der Übernahme der Herrschaft über Tirol und die Vorderen Landen versuchte Leopold vor allem die Gebietsverluste der Schlachten von Sempach und Näfels auszugleichen, in dem er neue gleichwertige Herrschaften als Pfandschaften oder durch Kauf erwarb. Politisch stützte er sich im Unterschied zu seinen Vorgängern besonders auf die Adelsfamilien. Vor allem in Tirol gewährte er diesen eine ganze Reihe Privilegien und versuchte sie so in seine Politik einzubinden, was allerdings seine Position als Landesherr wesentlich schwächte.
Nach der Absetzung von König Wenzel IV. von Böhmen als König des Heiligen Römischen Reichs durch die „rheinischen“ Kurfürsten im Jahr 1400 und der Wahl des Pfalzgrafen Ruprecht III. bei Rhein zu dessen Nachfolger stellte sich Leopold IV. im Interesse seiner Herrschaftsgebiete auf dessen Seite. Bereits im April 1397 hatten sich beide in Heidelberg getroffen, wo sie ein Bündnis miteinander schlossen, ehe Leopold im Mai 1397 den Fürsten- und Städtetag in Frankfurt am Main aufsuchte. Am 2. Juli 1401 wurde in Mainz zwischen Leopold und Ruprecht eine Eheschließung zwischen Leopolds Bruder Friedrich IV. und Ruprechts Tochter Elisabeth vereinbart. In Herbst dieses Jahres unterstützte Leopold Ruprecht bei seinem Italienzug, wobei er nach einer Schlacht bei Brescia von den Mailändern gefangen genommen wurde. Vermutlich aufgrund seiner verwandtschaftlichen Beziehungen zum Mailänder Herzoghaus wurde er schon nach drei Tagen wieder frei gelassen und kehrte daraufhin in seine Länder zurück. Nach dem Tod seines Cousins Albrecht und seines Bruders Wilhelm versuchte er dessen Nachfolge anzutreten, womit sich sein politischer Schwerpunkt in den östlichen Teil der Herrschaften des Hauses Österreich verlagerte. Es hat den Eindruck, dass er als Folge dieser Entwicklung und durch die Appenzeller Kriege  allmählich gezwungen war, die Herrschaft in den Vorderen Landen und danach in Tirol seinem Bruder Friedrich zu überlassen, wobei es zu den verhängnisvollen Schlachten von Vögelinsegg im Jahr 1403 und am Stoss im Jahr 1405 kam.

## Leopold als Politiker nach dem Tod von Albrecht IV. und Wilhelm
Als im Jahr 1404 sein Cousin Albrecht IV. überraschend verstarb, „bewarb“ er sich um die Vormundschaft über diesen, doch Wilhelm setzte sich gegen ihn durch. Als Wilhelm bereits im Jahr 1406 überraschend und ohne Nachkommen starb, beanspruchte er dessen Nachfolge als Senior des Hauses Österreich und versuchte die alleinige Herrschaft zu übernehmen, weswegen er mit seinem Bruder Ernst I. in einen schweren Konflikt geriet, der als Mitregent Wilhelms ebenfalls die Nachfolge beanspruchte. Ein Schiedsspruch der Landesstände vom 14. September 1406, um die Verhältnisse bis zur Volljährigkeit von Albrecht V. zu regeln, war nur vorübergehend erfolgreich und führe im Winter 1407 zum Krieg zwischen Leopold und Ernst, in den auch der Rat der Stadt Wien, der damals bedeutendsten Stadt im Herzogtum Österreich verwickelt war. Nachdem beide am 14. Jänner 1408 endlich Frieden schlossen und Leopold die Herrschaft über das Herzogtum Österreich übernahm, ließ er den Wiener Bürgermeister Konrad Vorlauf und die Ratsherren Hans Rockh und Konrad Ramperstorffer, die Ernst unterstützt hatten, nach einem zweifelhaften Prozess auf dem Schweinemarkt in Wien (heute: Lobkowitzplatz) öffentlich enthaupten. Nach längeren Verhandlungen, an denen die Landstände mitbeteiligt waren, entschied der spätere Kaiser Siegmund, dass Leopold und Ernst die Vormundschaft über Albrecht V. gemeinsam bis zu dessen Volljährigkeit ausüben sollten, wobei Albrecht ein eigener Haushalt zugestanden und als Termin für die Erreichung der Volljährigkeit der 24. April 1411 festgesetzt wurde. Als  dieser Termin verstrich, ohne dass Leopold und Ernst von der Vormundschaft offiziell zurücktraten, ließen die Landesstände Albrecht V. heimlich auf einen Landtag nach Eggenburg holen und huldigten ihm dort als Landesfürsten. Wenig später starb Leopold IV., offensichtlich überraschend, in Wien.

## Tod und Folgen, Verteilung der Erblande 1411
Leopold IV. wurde nach seinem Tod in der Herzogsgruft im Wiener Stephansdom beigesetzt. Die genaue Todesursache ist unbekannt, es wird vermutet, dass ein Aderlass als Folge einer Beinverletzung beziehungsweise eine Verletzung durch eine Armbrust zu seinem Tod geführt hat. Am bekanntesten ist eine Geschichte, die seinen Tod mit dem Landtag in Eggenburg verknüpft. Angeblich soll er an einem  Schlaganfall verstorben sein, der durch die Nachricht von der Entführung des jungen Herzogs Albrecht V. aus Wien durch die österreichischen Stände und seiner Huldigung in Eggenburg als Landesherr ausgelöst wurde. Angeblich löste sein Tod beim Volk Freude und Jubel aus.
Mit Unterstützung des späteren Kaisers Siegmund, der inzwischen zum König des Heiligen Römischen Reiches gewählt worden war, gelang es Albrecht V. die alleinige Herrschaft über das Herzogtum Österreich („Donauösterreich“) für sich durchzusetzen. Ernst I. beschränkte sich in der Folge auf die Herrschaft über die Herzogtümer Steiermark, Kärnten und Krain („Innerösterreich“), Friedrich IV. blieb Herrscher über die Grafschaft Tirol und den größten Teil der Vorderen Lande („Oberösterreich“). Damit wurden jene drei „Ländergruppen“ geschaffen, die für die verwaltungsmäßige Gliederung der habsburgischen Erbländer bis in die Neuzeit maßgeblich sein sollten.

## Leopolds Beinamen, Aussehen und Persönlichkeit
Leopold wurde später oft als Leopold der Jüngere bezeichnet, um ihn von seinem gleichnamigen Vater zu unterscheiden, so zum Beispiel auf einem Bild in der Habsburger Porträt-Galerie in Schloss Ambras. Als Beinamen sind für ihn überliefert: Leopold der Dicke oder Leopold der Stolze.
Von Leopold IV. hat sich kein einziges authentisches Abbild erhalten. Das Stammbaumporträt auf Schloss Tratzberg entstand fast 100 Jahre nach seinem Tod und kann daher nicht als naturgetreu eingestuft werden. Der Autor der „Wiener Annalen“ beschreibt Leopold als „ain gerader und starcher fürste“, geht jedoch nicht näher auf sein Aussehen ein. Nach einer Information zur Öffnung seiner Grabstätte im Jahr 1739 soll sein Skelett eine auffällige Länge gehabt haben.

## Präsentation
Leopold führte den Erzherzog-Titel nicht in seinen Urkunden und eine bildnerische Darstellung mit der entsprechenden Insigne ist nicht vorhanden. Sein kleiner Titel lautete: Leupolt von gotes gnaden herczog ze Österreich, ze Steyr, ze Kernden und ze Krain, grave ze Tyrol etc. In seinem großen Titel bezeichnet er sich als Herzog zu Österreich, zu Steier, zu Kärnten und zu Krain, Graf zu Tirol, zu Habsburg, zu Pfirt und zu Kyburg, Herr auf der Windischen Mark und zu Portenau, Markgraf zu Burgau und Landgraf im Elsaß, in Breisgau etc. In den gemeinsamen Urkunden mit seinem Bruder Friedrich IV., die erhalten sind, wird er gewöhnlich zuerst genannt. Sein Reitersiegel weist Parallelen zum zweiten Reitersiegel seines Onkels, des Herzogs Rudolf IV. von Österreich, auf. Es zeigt eine große Anzahl präsentierter Wappen im Siegelfeld und in der Umgrenzung mittels eines Zwölfpasses, darunter das Fünfadlerwappen, welches dem Heiligen Leopold zugeschrieben wurde. Sein vorrangiges Ziel war hier offensichtlich die Betonung seines Herrschaftsanspruchs über viele Territorien. Auf einem Wappensiegel finden sich die Schilde von Österreich, Steiermark und Tirol im Dreipass, während die Umschrift nur den österreichischen Herzogstitel nennt.
Leopold dürfte Mitglied der Salamandergesellschaft gewesen sein.

## Leopold als Kunstmäzen und Förderer
Als Bauherr ist Leopold IV. in Baden im Aargau (Neuerrichtung der St. Nikolaus-Kapelle in der Burg Stein im Jahr 1398), in Innsbruck (Kauf des Burggrafenhauses im Jahr 1396 und Umbau) und in Wiener Neustadt (seit 1410 Ausbau der dortigen Burg) tätig gewesen. 1399 richtete er in Freiburg im Breisgau ein großes Turnier aus, an dem ungefähr 350 Ritter teilnahmen. Ein prächtig ausgestattetes Stundenbuch französischer Prägung, welches heute in der Handschriftensammlung der Österreichischen Nationalbibliothek aufbewahrt wird, dürfte für ihn angefertigt worden sein.

## Leopolds Herrschaftssitze
Nachdem er die Herrschaft über Tirol und die Vorderen Lande übernommen hatte, hielt sich Leopold seit Anfang der 1390er-Jahre vorwiegend in den Vorderen Landen auf. Seine bevorzugte Herrschaftssitze waren die Städte Ensisheim und Thann, daneben hielt er sich häufig in Brugg an der Aare und in Baden im Aargau auf und gelegentlich auch in Rottenburg am Neckar und Freiburg im Breisgau. 1401 hielt er sich längere Zeit in der Grafschaft Tirol auf, zunächst auf dem Schloss Tirol bei Meran und dann in Innsbruck. Ab dem Herbst 1402 hielt er sich vorwiegend in Graz auf. Wohl als eine Folge der Appenzellerkriege hielt sich Leopold 1406 wieder längere Zeit in Tirol und den Vorlanden auf. Nach dem Tod seines älteren Bruders wurde die Hofburg in Wien seine Residenz.